# Soyuz TMA-2
Soyuz TMA-2 foi uma missão espacial russa à Estação Espacial Internacional (ISS), a  segunda versão TMA da nave Soyuz e a sexta Soyuz a voar para a ISS.

## Tripulação
Tripulação lançada na Soyuz TMA-2: (26 de abril de 2003)
| Posição           | Tripulante       | Duração          | Pousou na   |
| ----------------- | ---------------- | ---------------- | ----------- |
| Comandante        | Yuri Malenchenko | 184d 22h 46m 28s | Soyuz TMA-2 |
| Engenheiro de voo | Edward Lu        | 184d 22h 46m 28s | Soyuz TMA-2 |

Tripulação retornada na Soyuz TMA-2: (28 de outubro de 2003)
| Posição             | Tripulante       | Duração          | Lançou na   |
| ------------------- | ---------------- | ---------------- | ----------- |
| Comandante          | Yuri Malenchenko | 184d 22h 46m 28s | Soyuz TMA-2 |
| Engenheiro de voo 1 | Pedro Duque      | 9d 21h 02m 17s   | Soyuz TMA-3 |
| Engenheiro de voo 2 | Edward Lu        | 184d 22h 46m 28s | Soyuz TMA-2 |

## Parâmetros da Missão
- Massa: 7 136 kg
- Perigeu: 200 km
- Apogeu: 250 km
- Inclinação: 51.7°
- Período: 88.7 minutos

## Missão
Após a acoplagem com a ISS, o comandante Yuri Malenchenko e o engenheiro de voo Edward Lu  trocaram de lugar com a equipe residente na ISS, a Expedição 6, e se tornaram a sétima equipe da estação.
Originalmente as missões Soyuz à ISS foram planejadas apenas para levar uma nova Soyuz à estação a cada seis meses com uma equipe visitante, mas não para a troca de equipes. Até o desastre do ônibus espacial Columbia, o mesmo foi planejado para a Soyuz TMA-2. Uma tripulação (com o comandante Gennady Padalka e o astronauta espanhol da ESA, Pedro Duque) passou cerca de uma semana na estação e depois retornou com a Soyuz TMA-1 anterior. O terceiro lugar seria do turista espacial chileno Klaus von Storch, mas pouco antes do desastre com a Columbia, pensou-se que o voo não aconteceria, e a vaga destinou-se ao cosmonauta russo Oleg Kotov ou à entrega de carga para a estação.
Durante sua permanência na estação, Malenchenko tornou-se a primeira pessoa a se casar no espaço. Sua esposa estava no Texas, onde os casamentos a longa distância são permitidos.
A espaçonave retornou à Terra em 29 de outubro, trazendo a bordo tanto a sétima equipe quanto Pedro Duque. Duque decolou com a Soyuz TMA-3 e passou apenas uma semana a bordo da ISS.